# Новицкий, Анджей

Новицкий со своим сыном Святославом, тожу философом, 1998 — фот. Ивонна Новицкая

Анджей Руслав Фредерик Новицкий (пол. Andrzej Rusław Fryderyk Nowicki; 27 мая 1919, Варшава, Польша — 01 декабря 2011, там же) — польский философ
 культуры, историк философии и атеизма, религиовед, знаток изобразительного искусства, дипломат. Создатель философской системы, которую он назвал «эргантопийно-инконтрологичной системой философии встреч в вещах».
Академик со званием профессор Варшавского (1952—1963), Вроцлавского Университета (1963—1973), Университета Марии Кюри-Склодовской (1973—1991). Соучредитель и председатель Ассоциации Атеистов и Польского Религиоведческого Общества. Основатель и главный редактор журнала «Свет». В 1997—2002 годы — Великий Мастер Великого востока Польши, член Всепольского Комитета Фронта Единства Народа в 1958 году.

## Биография
В 1934—1937 годах принадлежал к социалистической организации молодёжи средних школ «Спартак».
В 1937 году получил аттестат зрелости в гимназии им. Станислава Сташица в Варшаве. Изучал философию в Варшавском университете. Был учеником Владислава Витвицкого.
Во времена Второй Мировой Войны являлся членом социалистической группы «Пламя», а с 1942 года числился в Союзе вооруженной борьбы и до 1944 был членом органов Отдела ПСП и сотрудником по политическим вопросам Третьей Компании им. Парижской коммуны в батальоне 'OW PPS' им. Ярослава Домбровского, главным редактором журнала «Свет» и членом редакционного комитета журнала «Социалистическая молодёжь». В период 1945—1948 работал в Люблине в 'PPS'.
В первые годы после войны, еще во времена своего членства в ПСП, занимал должность атташе по культуре в польском дипломатическом представительстве Италии.
В 1948—1981 годах был членом ПОРП. Подвергался критике за участие в антирелигиозной пропаганде в 1940—1950-х годах.
Затем Анджей связался с масонством. Через четыре срока занимал должность великого мастера Великого востока Польши, был почётным великим мастером. Он занимал пост вице-президента польской национальной группы «Universala Framasona Ligo».
С 1938 был членом «Польского Философского Общества». В 1977 стал почетным членом TKKŚ, а с 2007 года стал членом почётного комитета «Польского общества рационалистов».
В рамках научных работ, занимался, прежде всего, Джулио Ванини, которому он посвятил несколько книг и многочисленные статьи, а также  Джордано Бруно. В рамках этих исследований поддерживал живые контакты с итальянскими научными средами, был опубликован в итальянских журналах. Его научные достижения в этой области были глубоко оценены в Италии. Был удостоен за свой вклад в изучении ренессанской мысли итальянской медалями.
Как эргантропист интересовался духовными достижениями различных культур, в том числе живописью, литературой, был меломаном.

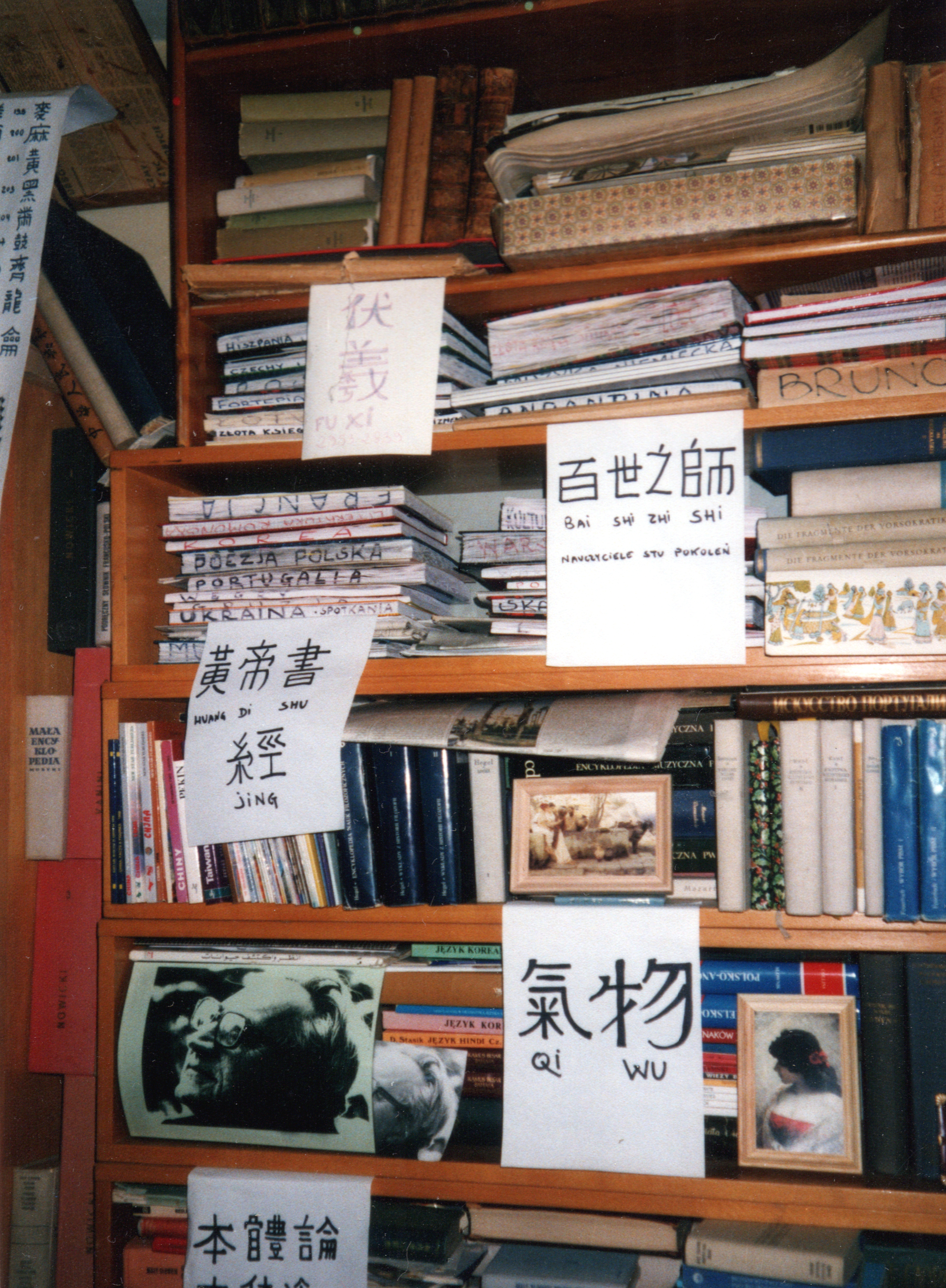
Часть библиотеки Новицкого с надписями на китайском которые он сделал сам и с его фотографией — фот. Ивонна Новицкая, 2002.

Находясь уже на пенсии, руководствуясь интересом к китайской культуре, он начал самостоятельно изучать китайский язык.
Его работы включают в себя более 1200 наименований, в том числе более 1000 написал на польском языке, 142 по-итальянски, а остальные несколько десятков на 10 других языках. Является автором около 50 книг.
У него было трое детей. Его сын Святослав Флориан Новицкий, философ и астролог, бывший муж известного польского политика Ванды Новицкой.

## Сочинения
- Papieże przeciw Polsce. Doświadczenia dziesięciu stuleci naszych dziejów (Książka i Wiedza, 1949)
- Kopernik — człowiek Odrodzenia (Wiedza Powszechna, 1953)
- Podróż w świat średniowiecznych cudów (Wiedza Powszechna, 1954, 1956)
- Wykłady z historii filozofii i myśli społecznej Odrodzenia (PWN, 1956)
- Grzegorz z Sanoka, 1406—1477 (PWN, 1958)
- Starożytni o religii (Polskie Towarzystwo Religioznawcze, 1959)
- Centralne kategorie filozofii Giordana Bruna (PWN, 1962)
- Wypisy z historii krytyki religii (Książka i Wiedza, 1962)
- Wykłady o krytyce religii (Książka i Wiedza, 1963)
- Ateizm (Iskry, 1964)
- Wykłady o krytyce religii w Polsce (Książka i Wiedza, 1965)
- Filozofia włoskiego Odrodzenia (PWN, 1967)
- Centralne kategorie filozofii Vaniniego (PWN, 1970)
- Filozofia francuskiego Odrodzenia (PWN, 1973)
- Człowiek w świecie dzieł (PWN, 1974)
- Ostatnia noc Vaniniego (Katowice 1976)
- Współczesna filozofia włoska (PWN, 1977)
- Portrety filozofów w poezji, malarstwie i muzyce (Wydawnictwo Lubelskie, 1978)
- Giordano Bruno (Wiedza Powszechna, 1979)
- Lampa trzydziestu spotkań (Katowice 1980)
- Nauczyciele (Lublin 1981)
- Witwicki (Wiedza Powszechna, 1982)
- Uczeń Twardowskiego. Władysław Witwicki (Katowice 1983)
- Czas i człowiek (Nasza Księgarnia, 1983)
- Zarys dziejów krytyki religii. Starożytność (1986)
- Vanini (Wiedza Powszechna, 1987)
- Kazimierz Łyszczyński (TKKŚ, 1989)
- Spotkania w rzeczach (PWN, 1991)
- Filozofia masonerii u progu siódmego tysiąclecia (Gdynia, 1997)